# 이중길
이중길(1951년 8월 18일 ~ 2024년 3월 31일)는 대한민국의 기업인이다.

## 학력
- 동국대학교 (경제학 / 학사)
- 전북대학교 (경영학 / 석사)

## 경력
- 동부건설 대표이사
- KCC 영업본부장 부사장
- KCC 국내영업본부장 전무이사
- KCC 수도권역장 겸 전주지역총괄 전무이사
- 전주 KCC 이지스 단장
- KCC 전북본부장
- 금강고려화학 전주2공장 관리담당 이사
- 전주상공희의소 의원

## 생애
그는 1977년에 고려화학(現 KCC)에 입사해 영업본부장 전무이사와 부사장을 지냈다. 그는 열정적으로 업무를 추진하는 스타일로 카리스마있는 리더십을 갖추고 있는 것으로 평가받았고 동부건설이 수주와 실적을 확대하는데 큰 역할을 할 것으로 건설업계의 평가를 받았다. 그는 2017년 KCC에서 쌓은 영업능력을 바탕으로 동부건설이 주택사업의 강자로 재도약하는 데 온힘을 쏟기도 했다.

### 사망
2024년 3월 31일 사망했다. 향년 72세.